# 82. Internationale Sechstagefahrt
Die 82. Internationale Sechstagefahrt war die Mannschaftsweltmeisterschaft im Endurosport und fand vom 12. bis 17. November 2007 im chilenischen La Serena sowie der näheren Umgebung statt. Die Nationalmannschaft Italiens konnte zum insgesamt vierzehnten Mal die World Trophy gewinnen. Die Nationalmannschaft Spaniens gewann zum vierten Mal die Junior World Trophy. Den erstmalig ausgetragenen Wettbewerb der Frauennationalmannschaften (Women's World Trophy) konnte die Mannschaft der Vereinigten Staaten für sich entscheiden.

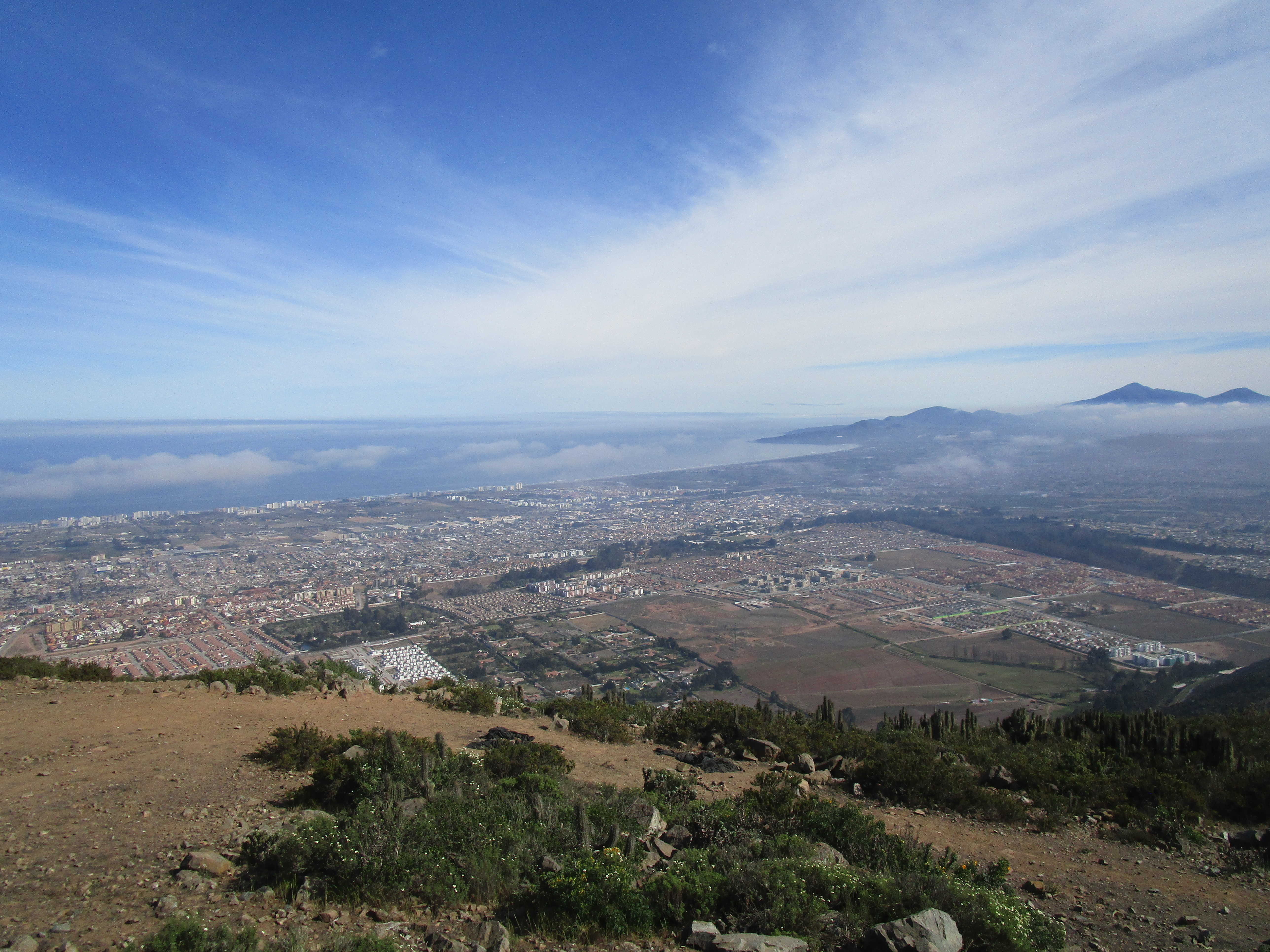
La Serena, Start- und Zielort der einzelnen Etappen

## Wettkampf

### Organisation
Die Veranstaltung fand zum ersten Mal in ihrer Geschichte auf dem südamerikanischen Kontinent statt.
Zum ersten Mal wurde ein Wettbewerb für Frauen-Nationalmannschaften durchgeführt.
Am Wettkampf nahmen 20 Teams für die World Trophy, 15 für die Junior World Trophy, fünf für die Women's World Trophy sowie 104 Clubmannschaften und 20 Einzelstarter aus insgesamt 30 Nationen teil. Insgesamt gingen 498 Fahrer an den Start.
Deutschland nahm an der World Trophy, Junior World Trophy, Women's World Trophy sowie mit drei Clubmannschaften teil.

### 1. Tag
Die Tagesetappe führte über insgesamt 250 Kilometer. Darin enthalten waren sechs Sonderprüfungen.
Nach dem ersten Fahrtag führte in der World-Trophy-Wertung das Team aus Frankreich vor Finnland und Italien. Das deutsche Team lag auf dem 10. Platz.
In der Junior World Trophy führte das spanische Team vor Frankreich und Italien. In der deutschen Mannschaft musste Jörg Haustein nach Verletzung (Wadenbeinbruch) infolge eines Sturzes aufgeben. Das deutsche Team lag auf dem 7. Platz.
Bei der Women's World Trophy führte das Team der Vereinigten Staaten vor Schweden.
Die Zwischenstände der drei teilnehmenden deutschen Clubmannschaften: DMSB 1 auf Platz 7, DMSB 2 auf Platz 11 und DMSB 3/ADMV auf Platz 12.

### 2. Tag
Für den zweiten Tag war die gleiche Strecke wie am Vortag geplant. In nächtlicher Jury-Sitzung wurde jedoch entschieden, die Etappe zu entschärfen, da am Vortag bereits 70 Fahrer ausgeschieden waren.
Die World-Trophy-Wertung führte die Mannschaft Finnlands an. In der deutschen Mannschaft schied Dirk Peter infolge eines Kolbenschadens an seinem Motorrad aus.
In der Junior-World-Trophy-Wertung führte wie am Vortag das spanische Team.
Bei der Women's World Trophy führte die Mannschaft der Vereinigten Staaten vor Frankreich und Schweden. Bis auf die USA und Frankreich hatten die übrigen drei Teams bereits einen Fahrerausfall.
Die Zwischenstände der deutschen Clubmannschaften: DMSB 1 auf Platz 7, DMSB 2 auf Platz 9 und DMSB 3/ADMV auf Platz 20.

### 3. Tag
Die Etappe des dritten Fahrtags war 280 Kilometer lang und beinhaltete insgesamt 20,5 Kilometer Sonderprüfungen.
In der World-Trophy-Wertung führte nach wie vor die Mannschaft Finnlands vor Italien und Frankreich.
Die Junior World Trophy führte ebenfalls unverändert Spanien vor Frankreich und Australien an. Das deutsche Team lag auf dem 5. Platz.
Bei der Women's World Trophy führte unverändert die Mannschaft der Vereinigten Staaten.
Die Platzierungen der deutschen Clubmannschaften: DMSB 1 belegte Platz 20, DMSB 2 rutschte nach der verletzungsbedingten Aufgabe eines Fahrers auf Platz 55 ab und DMSB 3/ADMV lag auf Platz 9.

### 4. Tag
Am vierten Tag wurde wieder die Strecke des Vortags gefahren.
Am Ende des vierten Fahrtags führte in der World-Trophy-Wertung weiter unverändert Finnland vor Italien und Frankreich.
Die Junior World Trophy führte nach wie vor Spanien. Das deutsche Team lag unverändert auf dem 5. Platz.
In der Women's World Trophy führte ebenfalls unverändert die Mannschaft der USA vor Frankreich und Schweden.
Beste deutsche Clubmannschaft war DMSB 3/ADMV auf dem 8. Platz.

### 5. Tag
Die fünfte Tagesetappe war 250 Kilometer lang und beinhaltete sieben Sonderprüfungen.
Die Zwischenstände nach dem fünften Fahrtag: In der World-Trophy-Wertung gab es durch die Disqualifikation des Finnen Juha Salminen (Vorwurf der fremden Hilfe bei einem Kupplungsdefekt) einen Führungswechsel. Dadurch führte nun der bislang Zweitplatzierte Italien vor Frankreich und Schweden.
In der Junior-World-Trophy-Wertung führte weiter  die Mannschaft Spaniens vor Frankreich und Australien. Das deutsche Team musste mit dem zweiten Fahrerausfalle einen Rückschlag hinnehmen. Andreas Beier musste nach einem Unfall mit Verdacht auf Knochenbrüche (die sich im Nachhinein glücklicherweise als Prellungen herausstellten) aufgeben. Das Team fiel dadurch auf den 13. Platz zurück.
In der Women's World Trophy ergaben sich keine Änderungen. Es führte nach wie vor das Team der USA vor Frankreich und Schweden.
Beste deutsche Clubmannschaft war DMSB 3/ADMV auf dem 7. Platz.

### 6. Tag
Am letzten Tag wurde keine Etappe gefahren. Das Abschlussrennen war ein Moto-Cross-Test, bei dem rund 15000 Zuschauer anwesend waren.

## Endergebnisse

### World Trophy
| Platz | Team                   | Zeit        |
| ----- | ---------------------- | ----------- |
| 1.    | Italien                | 31:55,67    |
| 2.    | Frankreich             | 37:07,47    |
| 3.    | Schweden               | 50:40,97    |
| 4.    | Niederlande            | 1:08:55,85  |
| 5.    | Vereinigtes Königreich | 1:11:06,07  |
| 6.    | Australien             | 1:18:37,39  |
| 7.    | Deutschland            | 1:20:38,57  |
| 8.    | Vereinigte Staaten     | 1:26:48,05  |
| 9.    | Chile                  | 1:33:37,92  |
| 10.   | Tschechien             | 1:36:07,82  |
| 11.   | Kanada                 | 2:41:54,20  |
| 12.   | Japan                  | 3:18:56,00  |
| 13.   | Griechenland           | 3:21:25,37  |
| 14.   | Venezuela              | 3:41:36,80  |
| 15.   | Mexiko                 | 4:52:05,20  |
| 16.   | Finnland               | 6:24:17,67  |
| 17.   | Ecuador                | 7:11:29,06  |
| 18.   | Kolumbien              | 24:54:46,26 |
| 19.   | Ungarn                 | 36:11:13,26 |
| 20.   | Uruguay                | 43:35:35,69 |

### Junior World Trophy
| Platz | Team                   | Zeit        |
| ----- | ---------------------- | ----------- |
| 1.    | Spanien                | 23:57,18    |
| 2.    | Frankreich             | 32:47,63    |
| 3.    | Finnland               | 43:26,20    |
| 4.    | Australien             | 47:58,05    |
| 5.    | Chile                  | 52:31,14    |
| 6.    | Vereinigte Staaten     | 58:46,33    |
| 7.    | Tschechien             | 1:06:55,85  |
| 8.    | Argentinien            | 1:07:57,02  |
| 9.    | Neuseeland             | 1:23:42,14  |
| 10.   | Vereinigtes Königreich | 1:40:39,50  |
| 11.   | Schweden               | 3:10:51,83  |
| 12.   | Mexiko                 | 4:19:39,28  |
| 13.   | Deutschland            | 4:45:50,63  |
| 14.   | Italien                | 8:43:16,72  |
| 15.   | Kolumbien              | 23:34:30,76 |

### Women's World Trophy
| Platz | Team               |
| ----- | ------------------ |
| 1.    | Vereinigte Staaten |
| 2.    | Frankreich         |
| 3.    | Schweden           |
| 4.    | Deutschland        |
| 5.    | Chile              |

### Club Team Award
| Platz | Team           | Zeit     |
| ----- | -------------- | -------- |
| 1.    | Spain          | 14:10,77 |
| 2.    | Slovakia Youth | 28:25,17 |
| 3.    | Slovakia       | 33:23,52 |

### Manufacturer’s Team Award
| Platz | Team                 | Zeit     |
| ----- | -------------------- | -------- |
| 1.    | Yamaha UFO Corse     | 5:43,47  |
| 2.    | KTM Factory Team Two | 7:29,49  |
| 3.    | Yamaha Chile One     | 56:33,98 |

### Einzelwertung
| Klasse | Klassensieger (Motorrad) | Zeit       |
| ------ | ------------------------ | ---------- |
| E1 (a) | Jari Mattila (KTM)       | 2:41:18,53 |
| E2 (b) | Johnny Aubert (Yamaha)   | 2:36:19,08 |
| E3 (c) | Kurt Caselli (KTM)       | 2:38:08,37 |
| EW (d) | Ludivine Puy (GasGas)    | unbek.     |
| C1 (a) | Victor Guerrero (Yamaha) | 2:32:45,41 |
| C2 (b) | Xavier Galindo           | 2:31:21,34 |
| C3 (c) | Alessio Paoli            | 2:40:05,95 |

## Teilnehmer
| Staat                  | World-Trophy-Team | Junior-World-Trophy-Team                                                                                         | Women's-World-Trophy-Team                                                         |
| ---------------------- | --- | --- | --------------------------------------------------------------------------------- |
| Argentinien            | | Franco Caimi (Yamaha 250) Marcos Giustozzi (Honda 250) Kevin Benavides (KTM 530) Diego Noras (Honda 250)         |                                                                                   |
| Australien             | Kirk Hutton (Yamaha 125) Damian Smith (Yamaha 250) Ben Kearney (KTM 250) Anthony Roberts (Honda 450) Jehi Wilis (KTM 300) Darren Loyd                                         | Christopher Hollis (Yamaha 250) Joshua Strang (Suzuki 250) Jarrod Bewley (Yamaha 250) Blake Hore (Yamaha 450)    |                                                                                   |
| Chile                  | Jeremiah Israel (Yamaha 450) Nicolás Urrutia (Yamaha 250) Francisco López Cantardo (Honda 450) Ruy Barbosa (Honda 450) Ricardo León (Honda 450) José Moreno                   | Vicente Israel (Honda 450) Josué Smith (Honda 490) Cristobal Urrutia (Yamaha 450) Daniel Gouet                   | Beatriz Angulo Macarena Garreton Andrea Salfate                                   |
| Deutschland            | Dirk Peter (KTM) Bert Meyer (Honda 489) Mike Hartmann (KTM) Marcus Kehr (KTM 300) Arne Domeyer (KTM 250) Marco Straubel (KTM 450)                                             | Andreas Beier (KTM) Jörg Haustein (KTM) Edward Hübner (KTM 125) Derrick Görner (KTM 450)                         | Heike Petrick (KTM 250) Jessica Bendler Marion Langenbach                         |
| Ecuador                | Felipe Merchan (KTM 250) José Sanchez (KTM 250) Juan Cherrez (KTM 250) Wilson Malo (KTM 250) Santiago Vidal (KTM 300) unbek.                                                  | |                                                                                   |
| Finnland               | Petri Pohjamo (Honda 250) Marko Tarkkala (KTM 525) Valtteri Salonen (Husaberg 550) Jari Mattila Eero Remes Juha Salminen                                                      | Olli Turma (KTM 125) Anti Hellsten (Husqvarna 125) Roni Nikander (KTM 250) Patrick Wikman (KTM 250)              |                                                                                   |
| Frankreich             | Jordan Curvalle (Sherco 510) Johnny Aubert (Yamaha 450) Damien Miquel (Kawasaki 250) Fabien Planet (KTM 300) Nicolas Deparrois (Husqvarna 250) Julien Gaultier (Honda 250)    | Marc Bourgeois (Husqvarna 125) Jean Charles Gilbert (Kawasaki 250) Christophe Nambotin (GasGas 300) Julien Dubac | Audrey Rossat (KTM 125) Stephanie Bouisson (Yamaha 250) Ludivine Puy (GasGas 300) |
| Griechenland           | Adamos Prassos (KTM 250) Stamatis Mantas (Yamaha 450) George Kinonas (KTM 250) Dimitris Tsakatsonis (KTM 250) Dimitris Kokkinos (Husaberg 450) Vasilis Siafarikas (Honda 503) | |                                                                                   |
| Italien                | Andrea Belotti Fabrizio Dini (Yamaha 450) Alessandro Belometti (KTM 250) Maurizio Micheluz (Yamaha 250) Alessandro Botturi (Honda 490) Alex Salvini (Yamaha 250)              | Thomas Oldrati Mirko Gritti Paolo Bernardi (Honda 450) Vanni Cominotto (KTM 250)                                 |                                                                                   |
| Japan                  | Yutaro Uchiyama (Yamaha 250) Yusuke Kondo (GasGas 250) Kuuji Kosuge (KTM 250) Iwao Hakata (GasGas 350) Tomayasu Ikeda (Yamaha 250) Kenyi Suzuki (Yamaha 250)                  | |                                                                                   |
| Kanada                 | Patrick Beaule (KTM 250) Geoff Nelson (KTM 250) Robert Reed (KTM 450) Jason Schage (KTM 300) Michel Metcalfe (KTM 300) David Neumeister (KTM 530)                             | |                                                                                   |
| Kolumbien              | Juan Reyes (Honda 250) Libardo Uribe (GasGas 250) Andres Pulido (KTM 450) Ernesto Cuellar (KTM 530) Juan Estaba Sarmiento (KTM 450) unbek.                                    | |                                                                                   |
| Mexiko                 | unbek. | unbek. |                                                                                   |
| Neuseeland             | | Adrian Smith (KTM 250) Brock Hamilton (KTM 250) Morgan Dransfield (KTM 300) Jason Davis (KTM 250)                |                                                                                   |
| Niederlande            | Ralph Hubers (Yamaha 250) Amel Advokaat (KTM 450) Alex van de Broeck (Honda 450) Hans Vogels (Yamaha 449) Erwin Plekkenpol (Honda 490) Mark Wassink (KTM 300)                 | |                                                                                   |
| Spanien                | | Cristóbal Guerrero (Yamaha 250) Oriol Mena (Yamaha 250) Lorenzo Santolino (KTM 450) Carlos Andreu (KTM 450)      |                                                                                   |
| Schweden               | Peter Bergvall (KTM 250) Andreas Toresson (Suzuki 250) Frederik Georgsson (KTM 250) Joakim Ljunggren (Husaberg 450) Patrick Wicksell (KTM 510) Björne Carlsson                | Martin Sundin (KTM 250) Ricard Wressel (Husaberg 450) Jonas Karlsson (KTM 450) Fredrik Berg                      | Vanja Kollman (KTM 200) Jessica Jönsson Sandra Adriansson                         |
| Tschechien             | Zdenek Gottvald (Husqvarna 250) Jan Zaremba (KTM 450) Vit Kuklik Michal Kadlecek (KTM 450) David Cadek (KTM 530) Tomas Dokoupil (Beta 450)                                    | Martin Kuklik (KTM 450) Jakub Horak (KTM 250) Milan Engel (KTM 250) Tomas Loukota (KTM 250)                      |                                                                                   |
| Ungarn                 | Peter Katai (KTM 300) Norbert Jager (KTM 300) unbek. | |                                                                                   |
| Uruguay                | Randy Bohnke (KTM 250) Laurant Lazard (KTM 525) unbek. | |                                                                                   |
| Venezuela              | Christian Birarda (KTM 250) Jeronimo Puppio (Yamaha 250) José Raul Cotillas (KTM 450) Nicolas Cardona (Yamaha 450) Fernando Macia (Yamaha 480) Alessandor Sommacal (KTM 300)  | |                                                                                   |
| Vereinigtes Königreich | Tom Sager (KTM 250) Ed Jones (KTM) Dylan Jones (Yamaha 125) Paul Edmondson (Suzuki 250) Chris Hockey (Husqvarna 250) Euan McConnell (TM 300)                                  | Lee Edmondson (Honda 250) Greg Evans (KTM 250) Ashley Wood Oliver Moyce (Yamaha 250)                             |                                                                                   |
| Vereinigte Staaten     | Kurt Caselli (KTM 300) Ron Schmelzle (KTM 250) Rory Sullivan (KTM 450) Jimmy Jarrett (Suzuki 250) Quinn Cody Fred Hoess (GasGas 300)                                          | Russell Bobbitt (KTM 250) Cole Kirkpatrick (KTM 250) David Kamo (KTM 530) Ben Smith (KTM 250)                    | Nicole Bradford (KTM 250) Amanda Mastin (Yamaha 125) Lacy Jones (GasGas 200)      |